# Loxoconcha banesensis
Loxoconcha banesensis is een mosselkreeftjessoort uit de familie van de Loxoconchidae. De wetenschappelijke naam van de soort is voor het eerst geldig gepubliceerd in 1988 door Bold.